# Kościół św. Wawrzyńca w Malawie
Kościół pw. św. Wawrzyńca w Malawie − obiekt sakralny w miejscowości Malawa, w gminie Krasne, w powiecie rzeszowskim.

## Historia
Wcześniejszy kościół spłonął w maju 1920. Obecny, murowany, parafianie wybudowali własnymi siłami w ciągu dwóch lat (1921-1923), pod kierunkiem proboszcza ks. Franciszka Kotuli. Cały wystrój wewnętrzny kościoła, dostosowany do stylu neogotyckiego świątyni, wykonano również za tego proboszcza. Kościół poświęcił w 1923 roku bp Karol Józef Fischer, a konsekrował bp Franciszek Barda w roku 1931.